# Cantó de Le Louroux-Béconnais
El cantó de Le Louroux-Béconnais és una antiga divisió administrativa francesa del departament de Maine i Loira, situat al districte d'Angers. Té 7 municipis i el cap es Le Louroux-Béconnais. Va desaparèixer el 2015.

## Municipis
- Bécon-les-Granits
- La Cornuaille
- Le Louroux-Béconnais
- Saint-Augustin-des-Bois
- Saint-Clément-de-la-Place
- Saint-Sigismond
- Villemoisan

## Història
| Data d'elecció                           | Identitat           | Partit              | Qualitat |
| ---------------------------------------- | ------------------- | ------------------- | -------- |
| 1945-1964                                | Olivier Cassin      | Divers droite       |          |
| 1964-1988                                | Louis Michel        | CD, després UDF-CDS |          |
| 1988-1992                                | Paul Lépine         | UDF-CDS             |          |
| 1992-2001                                | Jean-Claude Poutier | UDF                 |          |
| 2001-2008                                | Marcel Pichavant    | Divers droite       |          |
| 2008-2015                                | Michel Bourcier     | Divers droite       |          |
| les dades anteriors no són pas conegudes |                     |                     |          |
|                                          |                     |                     |          |

## Demografia
| A partir de 1990: Població sense dobles comptes |